# Quaschwitz
Quaschwitz ist eine Gemeinde im thüringischen Saale-Orla-Kreis, in der Verwaltungsgemeinschaft Oppurg.

## Geografie
Quaschwitz liegt auf einem Hochplateau des Südostthüringer Schiefergebirges bei 455 m über NN zwischen den Orten Knau (südlich), Gertewitz (westlich), Oppurg (nördlich) und Weira (östlich). Das Gelände um die Hochebene ist kupiert und bewaldet. Erosionsrinnen führen in die Orlasenke. Die Landschaft ist mit vielen kleinen Teichen ausgestattet. Das Dorf umfasst 19 Häuser.

## Geschichte
Der Ort wurde 1350 urkundlich erstmals erwähnt.

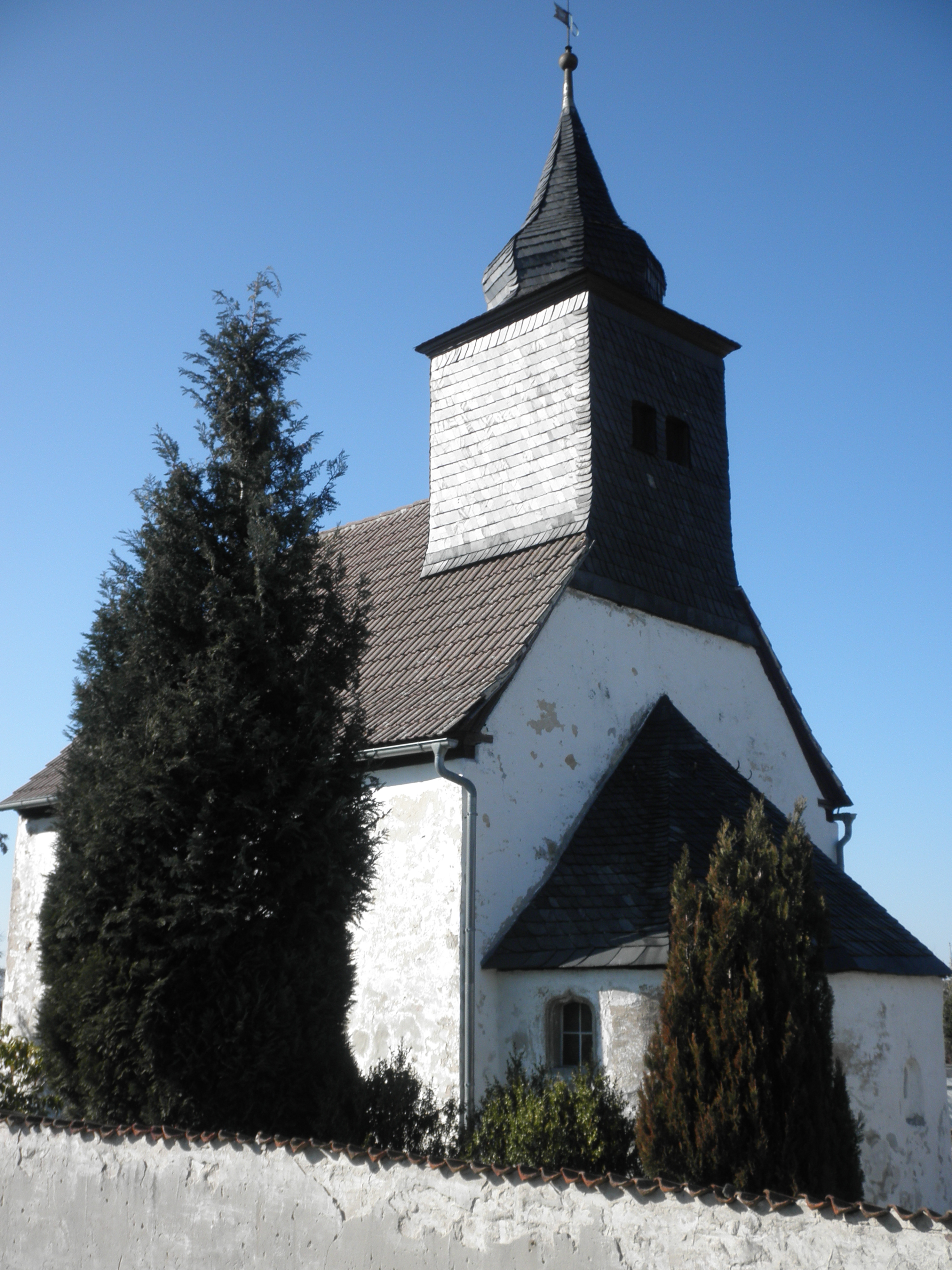
Kirche von Quaschwitz

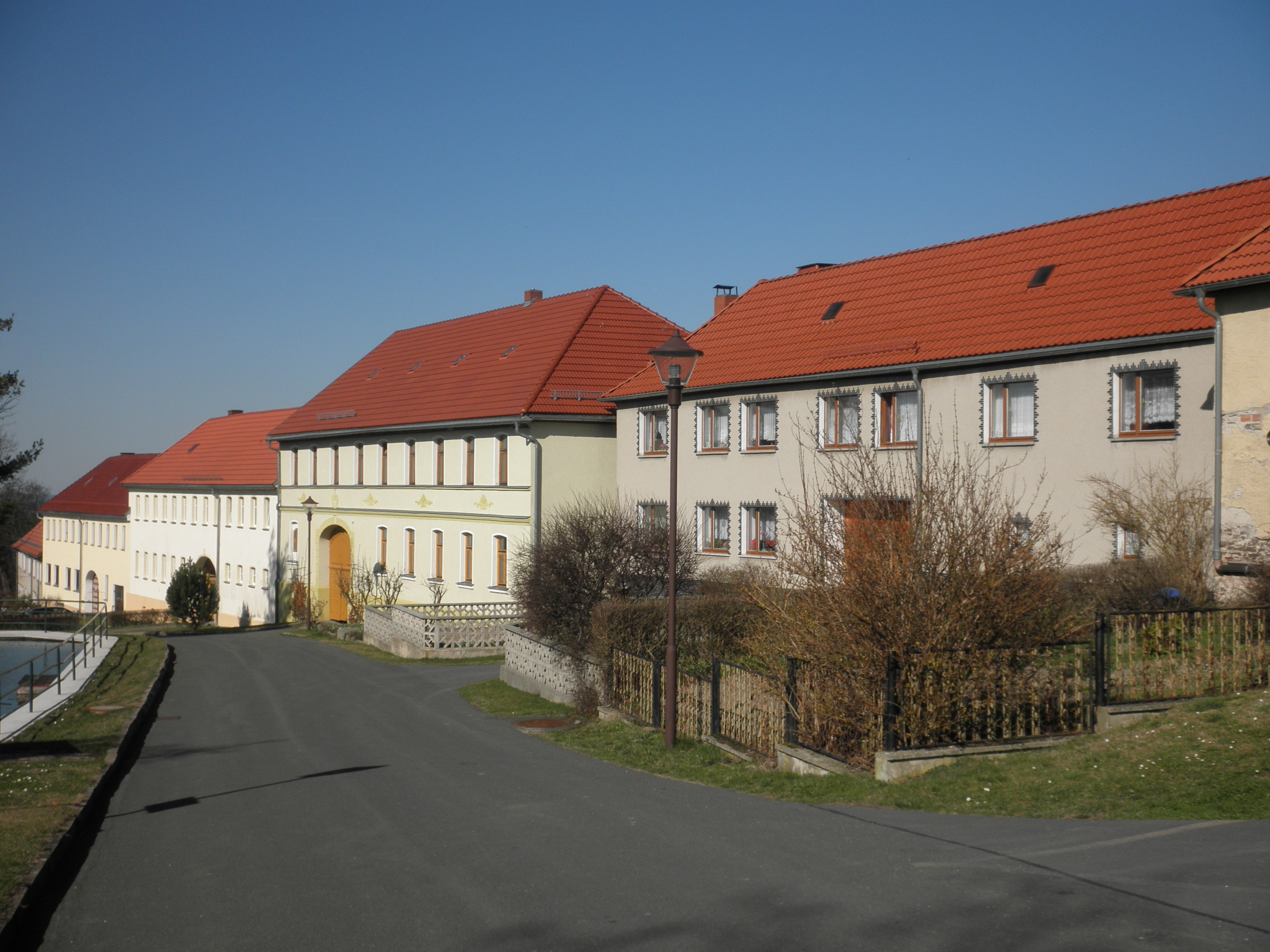
Großbauerngehöfte in Quaschwitz

Eine wirtschaftsgeschichtliche Etappe wurde im März 1974 mit der Planung einer Schweinezucht- und Mastanlage in Quaschwitz und Umfeld beschlossen. Die stufenweise Inbetriebnahme wurde schnell eingeleitet, und die Produktion begann dann schon mit Problemen. Kaum vollendet und erste Produktionsergebnisse erzielt, fiel die Anlage nach der Wende tierschutzrechtlichen und Umweltbelangen zum Opfer.

### Kirche
- Dorfkirche Quaschwitz

### Einwohnerentwicklung
Entwicklung der Einwohnerzahl (Stand jeweils 31. Dezember):
| - 1994: 65 - 1995: 60 - 1996: 67 - 1997: 60 - 1998: 77 - 1999: 81 - 2000: 80 | - 2001: 79 - 2002: 77 - 2003: 73 - 2004: 76 - 2005: 76 - 2006: 75 - 2007: 72 | - 2008: 69 - 2009: 66 - 2010: 67 - 2011: 67 - 2012: 68 - 2013: 71 - 2014: 71 | - 2015: 72 - 2016: 72 - 2017: 71 - 2018: 68 - 2019: 68 - 2020: 69 - 2021: 68 | - 2022: 68 - 2023: 68 |

Datenquelle: Thüringer Landesamt für Statistik

## Geografie und Verkehr
Die Gemeinde liegt auf einer Hochfläche oberhalb der Orlasenke in den nördlichen Ausläufern des Thüringer Schiefergebirges. Fünf Kilometer westlich der Gemeinde liegt die Stadt Pößneck, die größte Stadt im Saale-Orla-Kreis. Die Bundesstraße 281 verläuft nördlich der Gemeinde. Die Bundesautobahn 9 verläuft östlich der Gemeinde und ist über den Anschluss Triptis zu erreichen.

## Sehenswürdigkeiten
Sehenswert in dem Ort sind 18 restaurierte Bauernhäuser und eine kleine Dorfkirche.

## Persönlichkeiten
- Richard Franke (* 1860 in Quaschwitz; † 1927 ebenda), Landwirt, Politiker (DDP), Mitglied der Weimarer Nationalversammlung